# Seventies (chanson du groupe MAX)
Singles de MAX
Tora Tora Tora
(1996) Get My Love!
(1996)
Seventies est le quatrième single du groupe MAX.

## Présentation
Le single, produit par Max Matsuura, sort le 17 juillet 1996 au Japon sous le label avex trax, cinq mois après le précédent single du groupe Tora Tora Tora, au format mini-CD de 8 cm de diamètre, alors la norme pour les singles dans ce pays. Il atteint la 7e place du classement des ventes de l'Oricon, et reste classé pendant onze semaines. Il restera le septième single le plus vendu du groupe. 
Une version promotionnelle du single est aussi distribuée au format maxi 45 tours vinyle, avec un contenu différent.
Le single CD contient deux chansons et leurs versions instrumentales, toutes deux des reprises de titres eurobeat européens adaptés en japonais : Seventies (reprise du titre homonyme de Mega NRG Man) et Summer Time (reprise du titre homonyme de Annalise). La version promotionnelle vinyle du single contient des versions remixées inédites des deux chansons à la place des instrumentaux. Les deux chansons figureront sur le premier album de MAX, Maximum qui sort cinq mois plus tard.
La chanson-titre est utilisée comme thème musical dans une publicité. Elle figurera aussi sur les compilations de MAX, Maximum Collection de 1999, Precious Collection de 2002, et Complete Best de 2010 ; elle sera aussi remixée sur ses albums de remix Maximum Trance de 2002 et New Edition de 2008.

## Liste des titres
| CD    | CD                                               | CD                                | CD    | CD | CD | CD | CD | CD | CD |
| No    | Titre                                            | Paroles / Musique et arrangements | Durée |    |    |    |    |    |    |
| ----- | ------------------------------------------------ | --------------------------------- | ----- | -- | -- | -- | -- | -- | -- |
| 1.    | Seventies                                        | Kazumi Suzuki / Groove Surfers    | 3:46  |    |    |    |    |    |    |
| 2.    | Summer Time (SUMMER TIME)                        | Kazumi Suzuki / Groove Surfers    | 3:57  |    |    |    |    |    |    |
| 3.    | Seventies (Original Karaoke)                     | (Instrumental) / Groove Surfers   | 3:46  |    |    |    |    |    |    |
| 4.    | Summer Time (Original Karaoke) (SUMMER TIME ...) | (Instrumental) / Groove Surfers   | 3:54  |    |    |    |    |    |    |
| 15:23 |                                                  |                                   |       |    |    |    |    |    |    |

| Vinyle promotionnel | Vinyle promotionnel                    | Vinyle promotionnel   | Vinyle promotionnel | Vinyle promotionnel | Vinyle promotionnel | Vinyle promotionnel | Vinyle promotionnel | Vinyle promotionnel | Vinyle promotionnel |
| No                  | Titre                                  | Arrangements          | Durée               |                     |                     |                     |                     |                     |                     |
| ------------------- | -------------------------------------- | --------------------- | ------------------- | ------------------- | ------------------- | ------------------- | ------------------- | ------------------- | ------------------- |
| A1.                 | Seventies                              | Groove Surfers        | 3:46                |                     |                     |                     |                     |                     |                     |
| A2.                 | Summer Time (SUMMER TIME)              | Groove Surfers        | 3:54                |                     |                     |                     |                     |                     |                     |
| B1.                 | Seventies (Movie "Happy Sandback" Mix) | Remix : Move, Raveman | 3:54                |                     |                     |                     |                     |                     |                     |
| B2.                 | Seventies (Movie Mix)                  | Remix : Move, Raveman | 4:50                |                     |                     |                     |                     |                     |                     |
| 16:24               |                                        |                       |                     |                     |                     |                     |                     |                     |                     |